# Zheng Zhong
Zheng Zhong (chinesisch 鄭眾 / 郑众, Pinyin Zhèng Zhòng), Hofname Ji Chan (chinesisch 季產 / 季产, Pinyin Jì chǎn; † 114), war ein Eunuch der chinesischen Han-Dynastie. Er war der erste Vertreter seiner Fraktion, der Einfluss auf die Herrschaft ausübte.
Zheng Zhong stammte aus der Nanyang-Kommandantur (in etwa heutiges Nanyang, Henan), aus der auch die Kaiserfamilie kam. Er soll umsichtig, rührig und ein tiefschürfender Denker gewesen sein. Zunächst diente er im Haushalt Kaiser Zhangs, als dieser noch Kronprinz seines Vaters Kaiser Ming war. Nachdem Kaiser Zhang 75 den Thron bestiegen hatte, betraute er Zheng Zhong mit dem Posten des Kaiserlichen Aufsehers (chinesisch 中常侍).
Nach Kaiser Zhangs Tod (88) übernahm seine Witwe, Kaiserinmutter Dou, die Regentschaft für den jungen Nachfolger He. Zu dieser Zeit diente Zheng Zhong als Leiter der Kaiserlichen Gärten (chinesisch 鉤盾令). Er war einer der wenigen Eunuchen, die sich nicht bei der Dou-Sippe anbiederten. Kaiser He war im Jahre 92 die Vorherrschaft der Kaiserinmutter und ihres Bruders Dou Xian endlich leid, und er verschwor sich mit seinem Bruder Liu Qing (劉慶) und Zheng Zhong gegen die Dou-Sippe. Nach dem erfolgreichen Staatsstreich belohnte der Kaiser Zheng Zhong mit dem Posten des Oberhauptes des Kaiserinnenpalastes (大長秋). Diese Ehre nahm Zheng Zhong an, aber er weigerte sich, finanzielle Belohnungen entgegenzunehmen. Der Kaiser war von der Bescheidenheit des Eunuchen beeindruckt und konsultierte ihn von da an immer wieder in wichtigen Staatsangelegenheiten. Damit begann der Einfluss der Eunuchen auf die Politik des Han-Reiches.
Als der Kaiser Zheng Zhong 102 zum Marquis von Chaoxiang ernannte, brach er dabei mit einer Tradition der Dynastie. Ein solcher Posten als Belohnung für besondere Verdienste war nicht üblich und sollte sich erst ein Menschenleben später unter Kaiser Huan wiederholen.
Zheng Zhong entwickelte sich zu einem Vertrauten der Kaiserin Deng Sui. So bewahrte er seinen Einfluss auch nach dem Tod des Kaisers (106), als die Kaiserin für seine Nachfolger Shang und An die Regentschaft übernahm. Für seine Unterstützung belohnte sie Zheng Zhong 107 mit 300 zusätzlichen Haushalten für seine Mark. Der Eunuch starb im selben Jahr.
Zheng Zhong war der erste Eunuch der Späteren Han-Dynastie, dem ein Marquistitel verliehen wurde. (Unter der Früheren Han-Dynastie war dem Eunuchen Xu Guanghan (許廣漢) diese Ehre zuteilgeworden, aber nur, weil seine Tochter Xu Pingjun vom Kaiser Xuan zur Kaiserin erhoben wurde.)